# Ennui (Band)
Ennui ist eine 2012 gegründete Funeral-Doom-Band.

## Geschichte
Das georgische Projekt Ennui wurde 2012 von David „Unsaved“ und Serge Shengelia gegründet. Die initiale Idee zur Gründung der Band wurde von der Poesie des georgischen Dichters Terenti Graneli beeinflusst. So beschlossen „Unsaved“ und Shengelia im Mai 2012 ihr Debüt Mze Ukunisa einzuspielen. Das Album wurde im Oktober des gleichen Jahres über das russische Independent-Label Moscow Funeral League Records veröffentlicht. Das Album wurde international kaum beachtet, jedoch in einer Rezension des britischen Webzines Doom-Metal.com wohlwollend rezipiert und als Empfehlung für Genre-Fans hervorgehoben. Mit The Last Way erschien erneut via Moscow Funeral League Records im darauf folgenden Jahr ein zweites Studioalbum. The Last Way wurde dem Vorgänger entsprechend geringfügig international beachtet, jedoch ebenso positiv hervorgehoben. Mit zwei Split-Veröffentlichungen, der EP Immortal in Death mit Aphonic Threnody und dem Album Escapism mit Abstract Spirit, bestritt das Duo das Jahr 2014. Beide Split-Veröffentlichungen wurden positiv rezipiert und erreichten erstmals eine breitere Kritiker-Öffentlichkeit.
Als drittes Album erschien im November 2015 Falsvs Anno Domini über das russische Label Solitude Productions. Für dieses Album variierten Ennui ihren Klang hin zu einer eher dem Death Doom zuzuordnenden Musik. „Unsaved“ bezeichnete Falsvs Anno Domini als experimentelles Heavy-Album, das absichtlich eine härtere Ausrichtung erfuhr, damit es dem lyrischen Konzept anti-klerikaler Themen entspricht. Neben der variierenden musikalischen Ausrichtung agierte die Band erstmals mit Gastmusikern, darunter Daniel Neagoe von Eye of Solitude als Schlagzeuger, Greg Chandler von Esoteric als Gastsänger und Don Zaros von Evoken als Keyboarder. Das Album wurde international beachtet und zumeist positiv besprochen. Laut „Unsaved“ wurde die Band durch die Veröffentlichung zu einem Teil der internationalen Doom-Metal-Szene. Drei Jahre nach diesem internationalen Durchbruch Ennuis erschien mit End of the Circle im September 2018 über Non Serviam Records das Nachfolgewerk zu Falsvs Anno Domini. Das Album erfuhr eine breite internationale Rezeption und wurde überwiegend als gute bis herausragende Veröffentlichung im Genre besprochen.

## Stil
Das Webzine Doom-Metal.com beschreibt Ennui als „kalten und trostlosen Funeral-Act“. Klares Gitarrenspiel kontrastiere den sonst „tiefen, rumpelnden, höhlenartigen Hintergrund und das entfernt grüblerische Growling.“

## Diskografie
- 2012: Mze Ukunisa (Album, Moscow Funeral League Records)
- 2013: The Last Way (Album, Moscow Funeral League Records)
- 2014: Immortal in Death (Split-EP mit Aphonic Threnody, GS Productions)
- 2014: Escapism (Split-Album mit Abstract Spirit, Moscow Funeral League Records)
- 2015: Falsvs Anno Domini (Album, Solitude Productions)
- 2018: End of the Circle (Album, Non Serviam Records)